# Петренко Микола Якович (народний депутат України)
Микола Якович Петренко (нар. 27 жовтня 1940, с. Нижні Рівні, Полтавська область) — народний депутат України 1-го скликання.

## Життєпис
Народився 27 жовтня 1940 року у селі Нижні Рівні, Чутівський район, Полтавська область, в сім'ї робітника. Українець.
Освіта: Харківський будівельний технікум (1957–1960), технік-будівельник, «Промислове і цивільне будівництво»; Полтавський інженерно-будівельний інститут (1968), інженер-будівельник, «Промислове і цивільне будівництво».
1960 — муляр Чутівського комбінату комунальних підприємств Полтавської області.
1960-1963 — служба в армії.
1963–1968 — студент Полтавського інженерно-будівельного інституту.
1968–1971 — викладач Немирівського будівельного технікуму.
1971–1975 — інженер будівельних організацій, Гадяцький район.
1975–1978 — завідувач промислово-транспортного відділу Гадяцького райкому КПУ.
1978–1982 — інструктор Полтавського обкому КПУ.
1982–1985 — секретар Гадяцького райкому КПУ.
1985–1988 — голова виконкому Гадяцької райради народних депутатів.
1988 — серпень 1991 — перший секретар Гадяцького райкому КПУ.
Народний депутат України 12(1)-го скликання з березня 1990 (2-й тур) до квітня 1994, Гадяцький виборчій округ № 324, Полтавська область. Член Комісії з питань будівництва, архітектури та житлово-комунального господарства. Група «Аграрники».
1991–1995 — головний інженер Гадяцького експериментованого заводу домобудування.
З березня 1995 — перший заступник голови Гадяцької райдержадміністрації.
Медаль «Ветеран праці» (1988).
Автор біографічного словника «Видатні люди Полтавщини» (1992).

## Родина
Дружина — Ольга Йосипівна (1944 р.н.) — викладач Гадяцького училища культури.
Дочка — Гаїна (1970) — начальник бюра перекладів Полтавської газонафтової компанії.
Син — Костянтин (1975).